# Mauricio Wacquez
Mauricio Wacquez Arellano (Cunaco, Chile; 27 de noviembre de 1939-Alcañiz, España; 14 de septiembre de 2000) fue un escritor, traductor, editor y profesor chileno perteneciente a la llamada «generación de los novísimos».
Luego de haber terminado sus estudios en Chile, se trasladó en 1972 a España, donde publicó gran parte de su producción literaria y murió a causa de sida en 2000. En su obra se destacan las novelas Toda la luz del mediodía (1965), Paréntesis (1975) y Epifanía de una sombra (2000), el primer tomo de una trilogía que no llegó a terminar. 
Sus novelas fueron bien recibidas por la crítica europea mientras que en Chile, por diversas razones, entre las que se incluye la presencia de temática homosexual, tuvieron escasa difusión y relevancia. Luego de su muerte, la obra de Wacquez fue ganando mayor interés en su país de origen, dando lugar a la reedición de sus obras por Sudamericana y parte de su obra crítica fue reunida en Hallazgos y desarraigos: ensayos escogidos (2005), libro publicado por las Ediciones de la Universidad Diego Portales.

## Biografía
Nació en la localidad de Cunaco, departamento de San Fernando, provincia de Colchagua. Hijo de un enólogo francés, originario de Burdeos, fue un niño enfermizo, que en la infancia se vio obligado a pasar mucho tiempo en cama, debido al tifus, los problemas digestivos y un soplo al corazón que tuvo a los 13 años. De niño fue un lector insaciable, que leyó cuanto pudo, forjando desde temprano una erudición amplísima que abarcaba una sorprendente cantidad de materias. 
Estudiante mediocre en la escuela, destacó en la Universidad de Chile, donde se tituló de profesor de Filosofía en 1965 con una tesis sobre San Anselmo. A los 24 años publicó su primer libro, una recopilación de relatos.
En 1965, el mismo año que aparece su primera novela, obtiene una beca para ir a estudiar a París, La Sorbona, donde se doctora. Cuatro años más tarde, viajará a Universidad de La Habana, donde frecuentará a escritores como Reynaldo Arenas, Miguel Barnet, Heberto Padilla, Pablo Armando Fernández.
Regresa a Chile en 1971 y publica Excesos, que resulta finalista en el concurso de la Casa de las Américas. Dos años antes había publicado en Francia un adelanto de ese libro, en una edición de lujo, bilingüe, con prólogo de Julio Cortázar e ilustraciones de Bernard Suchiere.
Su estadía en Chile es breve: en 1972 regresa a Europa, primero a Francia y luego pasa a España, donde permanecerá hasta su muerte. 
Allí trabajará en diversas editoriales hasta 1986, cuando se retira para dedicarse exclusivamente a escribir. Se muda a Calaceite, provincia de Teruel, donde es vecino de escritores como José Donoso y Ángel Crespo. En España publica varias obras y se dedica también a traducir a autores franceses. En 1992 comienza La oscuridad, una novela de rasgos autobiográficos de gran extensión (llegó a reunir 800 páginas), que decide transformar en una trilogía que no completa a pesar del gran tiempo dedicado a ella: solo se edita su primera parte Epifanía de una sombra (2000); de la segunda existe un primer borrador completo y de la tercera solo algunos trozos y apuntes.
Mauricio Wacquez "fue un escritor minoritario, que nunca aspiró a hacer una obra masiva...; se definió como un escritor parco, por la brevedad de su obra, y apátrida, ya que consideraba como único país de origen a Colchagua, o más precisamente el campo de Cunaco donde pasó su infancia. Sin embargo, este desarraigo fue parcial, ya que en su obra literaria cosmopolita y universal persisten las referencias autobiográficas a su infancia y primera adolescencia transcurridas en el campo chileno".
A principios de los años noventa, Wacquez manifestó su deseo de regresar a radicarse en Chile. "'Me he reenamorado de este país y de una manera loca', confesó a un periódico a principios de la década. Wacquez planeaba presentar su última novela, Epifanía de una sombra en la Feria del Libro de Santiago, en octubre del 2000". No pudo hacerlo: tras agonizar unas semanas, falleció a consecuencia del sida en el centro médico de Alcañiz, Teruel.
Wacquez, que estuvo casado un tiempo con la escritora colombiana Albalucía Ángel, era gay y su última pareja fue el poeta y traductor español Francesc García-Cardona. Este le entregó los manuscritos de Epifanía de una sombra al novelista y editor chileno Germán Marín; publicada póstumamente, la obra recibió al año siguiente el Premio Municipal de Literatura de Santiago.
"Silueta de dandy, de mago, era personaje de elevada estatura, esbelto, de elegancia algo rebuscada, que uno veía fácilmente con sombrero, bastón, capa y ademanes de prestidigitador, rostro alargado de fuertes pómulos y boca recta, sin carnosidad, de una línea, como André Gide, con la dicción fácil, ingeniosa, apasionada, mordaz, del ducho polemista. Con su cara severa de hugonote, era sin embargo un seductor, un charmeur", escribió sobre Wacquez el crítico literario Antonio Avaria.

## Premios y reconocimientos
- Premio CRAV 1965 por Toda la luz del mediodía
- Beca Guggenheim por Paréntesis
- Premio Altazor 2001 por Epifanía de una sombra
- Premio Municipal de Literatura de Santiago 2001 por Epifanía de una sombra

## Obras
- Cinco y una ficciones, relatos, colección El viento en la llama; Santiago de Chile 1963; descargable gratuita y legalmente desde el portal Memoria Chilena. Contiene 6 textos:
  - «El momento extenuado»; «El fondo tibio de Dios en la arena»; «La sonrisa en la boca»; «La injusticia presente»; «Otra cosa» y «Bigamia»
- Toda la luz del mediodía, novela, Zig-Zag, Santiago, 1965; descargable gratuita y legalmente desde el portal Memoria Chilena
- Excesos, cuentos, Universitaria, Santiago, 1971; descargable gratuita y legalmente desde el portal Memoria Chilena
- Paréntesis, novela finalista del Premio Barral 1974; Barral, Barcelona, 1975
- Frente a un hombre armado, novela, Bruguera, Barcelona, 1981
- Ella o el sueño de nadie, novela, Tusquets, Barcelona, 1983
- Chile espectacular, geografía y turismo; libro ilustrado por 13 fotógrafo, con prólogo de Jorge Edwards; J.L. Edwards Editor / Lunwerg Editores, Barcelona, 1996; descargable gratuita y legalmente desde el portal Memoria Chilena
- Epifanía de una sombra, novela, Sudamericana, Santiago, 2000
- Hallazgos y desarraigos, ensayos, recopilación de Paz Balmaceda con prólogo de Alfredo Bryce Echenique, Ediciones UDP, Santiago, 2005